# Michael Poryes
Michael Poryes (Los Angeles, 22 maart 1955) is een Amerikaans scenarioschrijver, producer en story editor. Hij is de medebedenker van de Disney Channel succesreeksen That's So Raven en Hannah Montana, en bedacht voor het Canadese YTV Life with Boys.
Poryes bouwde voor zijn meest gekende werk al een reputatie op als scenarist voor afleveringen van onder meer The Jeffersons, The Love Boat, The Fall Guy, Who's the Boss?, Saved by the Bell, Roseanne en Cybill.
Hij werd vier jaar op rij, van 2007 tot en met 2010, genomineerd voor een Primetime Emmy Award in de categorie Outstanding Children's Program voor Hannah Montana.

## Bedachte televisieseries
- That's So Raven (2003 - 2007)
- Hannah Montana (2006 - 2011)
- Life with Boys (2011-heden)

- Bibsys: 7042505
- Biblioteca Nacional de España: XX4823142
- Bibliothèque nationale de France: cb15543346d (data)
- International Standard Name Identifier: 0000 0001 1743 4495
- Library of Congress Control Number: no2005063306
- Nationale Bibliotheek van Letland: 000142325
- Nationale Bibliotheek van Tsjechië: xx0114133
- Nederlandse Thesaurus van Auteursnamen: 315419717
- Virtual International Authority File: 12617599
- WorldCat: E39PBJqVXtBPVRM4FHP9MVTPwC